# Büszkeség és balítélet (televíziós sorozat, 1995)
A Büszkeség és balítélet (Pride and Prejudice) egy 1995-ben bemutatott angol mini televíziós sorozat, Jane Austen 1813-ban publikált azonos című regénye alapján. A sorozat rendezője Simon Langton, producere Sue Birtwistle, főszereplők Jennifer Ehle (Elizabeth Bennet) és Colin Firth (Mr. Darcy). Az 55 perces epizódok a BBC1-es csatornán 1995. szeptember 1-től október 29-ig kerültek először képernyőre. Ezután az A&E Network 1996. január 14-től három egymást követő este vetítette le párosával az egyes részeket.
Az 1800-as évek elején Angliában játszódó sorozat Mr. és Mrs. Bennet öt hajadon lányának történetét mondja el, miután a gazdag és ezáltal remek férjjelöltnek számító Mr. Bingley és öntudatos barátja, Mr. Darcy a szomszédságukba költözik. Miközben Mr. Bingley azonnal beleszeret a legidősebb Bennet-lányba, Jane-be, Darcynak nehézséget okoz a helyi közösség elfogadása és több alkalommal is összeütközésbe kerül a család második legidősebb lányával, Elizabethtel. A The New York Times szerint a történet „humoros keveréke a szerelmi történeteknek és a társadalom szemhunyásainak, ügyesen becsomagolva a vidéki nemesség törekvései és illúziói közé”.
A kritikusok által elismert és népszerű sorozat több díjat is elnyert, beleértve a BAFTA-díjat, melyet Jennifer Ehle vehetett át a Legjobb színésznő kategóriában, valamint az Emmy-díjat, melyet a Legjobb televíziós minisorozat vagy tévéfilm kategóriában nyert el a produkció. Mr. Darcy alakítása alapozta meg Colin Firth hírnevét. A jelenet, melyben Firth vizes ingben látható, „a brit televíziós történelem legfeledhetetlenebb pillanatai közé tartozott”.
A sorozat inspirálta Helen Fieldinget, hogy megírja népszerű Bridget Jones-regényeit, melynek mozivászonra vitt adaptációjában Firth játssza Bridget szerelmét, Mark Darcyt.

## A történet
|  | Alább a cselekmény részletei következnek! |

### 1. rész
Az Észak-Angliából érkező gazdag nemes, Mr. Charles Bingley Netherfieldben telepedik le a nyárra, közel a Hertfordshire-ben fekvő Merytonhoz. Mrs. Bennet – férjével ellentétben – izgatott, hogy az újonnan érkezett férfi esetleg elveszi öt lányának valamelyikét. Bingleynek egy helyi táncmulatságon azonnal megtetszik a legidősebb lány, Jane. Legjobb barátja, Mr. Darcy, aki a híresztelések szerint kétszer gazdagabb nála, visszautasítja mindenki közeledését, beleértve Elizabethét is. Elizabeth véleménye Darcy gyenge jelleméről beigazolódik egy későbbi összejövetelen is a Lucas birtokon. Ő és Darcy szócsatákat vívnak a Netherfieldben töltött két estén, miközben Elizabeth Jane betegsége miatt is aggódik.

### 2. rész
A behízelgő lelkész, Mr. William Collins meglátogatja a rokon Bennet-családot. Ő az ősi örököse otthonuknak, Longbournnek, és elhatározza, hogy feleségül veszi Elizabethet, hogy a birtok a családban maradjon. Egy Merytonba tartó séta során összetalálkoznak egy odaérkező katonai csapattal, melynek tagja Mr. George Wickham is. Miután Elizabeth szemtanúja lesz Darcy Wickham iránti ellenszenvének, Wickham elmeséli neki, hogyan túrta ki őt Darcy az örökségéből. Darcy meglepi Elizabethet azzal, hogy egy netherfieldi bálban felkéri táncolni, azonban a lány határozottan visszautasítja a férfit. Miközben Mr. és Mrs. Bennet azon vitáznak, hogy Elizabeth nemet mondott Mr. Collins házassági ajánlatára, Elizabeth barátnője, Charlotte Lucas meghívja Mr. Collinst, hogy a Lucas-birtokon lakjon.

### 3. rész
Elizabethet megdöbbenti a hír, hogy Charlotte Lucas elfogadta Mr. Collins házassági ajánlatát, de hamar túlteszi magát rajta. Amikor a netherfieldi társaság ősszel Londonba megy, Jane is szerény londoni rokonainál, Gardineréknél tartózkodik épp. Hamar rá kell jönnie, hogy a Bingley-k lenézik. Mr. Wickhammel kötött barátsága után tavasszal Elizabeth a Collins-házba utazik. Rosings közelében lakik, a félelmetes Lady Catherine de Bourgh kastélyához közel, és mivel Lady Catherine Darcy nagynénje, Elizabeth több alkalommal is találkozik a férfivel. Röviddel ezután Elizabeth megtudja, milyen szerepe volt Darcynak Jane és Bingley szétválasztásában, majd Darcy váratlanul megkéri a kezét és Elizabeth alsóbbrendű családi viszonyai ellenére forró szerelméről és csodálatáról biztosítja a lányt. Elizabeth egyenesen elutasítja a férfit, megjegyezve, mennyire arrogánsnak, ellenszenvesnek és gőgösnek tartja, valamint megvádolja nővére tönkretett kapcsolata és Mr. Wickham szerencsétlensége miatt is.

### 4. rész
Darcy egy hosszú levélben beszámol korábbi tetteiről Elizabethnek. Egyrészt arról, hogy tévesen ítélte meg Jane érzéseit Bingley iránt, valamint elmeséli a szerencsejátékos Wickham történetét, aki egyszer megkísérelte elszédíteni Darcy húgát, Georgianát, hogy örökségét megszerezze. Longbournben Mr. Bennet megengedi Lydiának, hogy mint a sereg ezredese feleségének személyes barátja, csatlakozzon a Brightonban állomásozó csapatokhoz. Elizabeth a Gardiner házaspárral együtt Derbyshire-be utazik egy kirándulásra, ezalatt meglátogatják Pemberleyt, Darcy kastélyát, miközben a házigazda nem tartózkodik otthon. A lányra nagy hatással van a kastély hatalmas mérete és gazdagsága, miközben a gondnok beszámolóit hallgatja urának jóságáról. Ezalatt Darcy éppen egy tóban úszva frissíti fel magát hirtelen elhatározott hazautazása végén. Váratlan és kínos összetalálkozásuk után a víztől csöpögő Darcyval, a férfi rá nem jellemző barátságossággal és udvariassággal maradásra bírja a társaságot, és sétára hívja őket.

### 5. rész
Darcy bemutatja húgát Elizabethnek, majd a lány a Gardiner házaspárral együtt meghívást kap Pemberleybe, ahol Darcy és Elizabeth jelentőségteljes pillantásokat váltanak egymással. Másnap reggel Elizabeth két levelet kap Jane-től, melyekben nővére beszámol arról, hogy húguk, Lydia elszökött Wickhammel. Elizabeth éppen vissza akar térni Longbournba, mikor Darcy betoppan, majd megtudván a rossz híreket, felajánlja segítségét. Távozása után Elizabeth úgy véli, sosem látja őt többé. Otthonukban Mr. és Mrs. Bennet megpróbálják elkerülni a várható botrányt. Később levelet kapnak Mr. Gardinertől, aki az elszökött páros londoni keresésében segédkezett. Kiderül, hogy sikerült megtalálnia őket, és hogy nem kötöttek házasságot. Amennyiben azonban Mr. Bennet anyagi természetű kötelezettségeinek eleget tesz, a pár Gardinerék házából mégis összeházasodhat. Miután Mr. Bennet kifejezi meglepettségét, milyen egyszerűen oldódott meg problémájuk, Elizabeth elmeséli Jane-nek utolsó találkozását Darcyval, illetve a férfi iránti vegyes érzelmeit is.

### 6. rész
Miután Lydia óvatlanul elszólja magát Darcy közreműködéséről az esküvővel kapcsolatban, Mrs. Gardiner beszámol Elizabethnek, hogyan találta meg a férfi az elszökött párt és fizette ki Wickham tartozásait. Amikor Bingley és Darcy ősszel visszatér Netherfieldbe, Darcy bocsánatot kér Bingleytől, amiért elválasztotta Jane-től, és áldását adja nászukra. Lady Catherine de Bourgh, aki híreszteléseket hallott a Darcy és Elizabeth közötti eljegyzésről, váratlan látogatást tesz Elizabethnél. Mivel a Lady saját, beteges lányát, Anne-t szánja Darcy feleségéül, ragaszkodik hozzá, hogy Elizabeth lemondjon Darcyról, ám a lány nem hajlik meg az erőszakos hölgy előtt. Később Elizabethnek alkalma nyílik megköszönni Darcynak, hogy közbenjárt Lydia ügyében. Lady Catherine története arra bátorítja Darcyt, hogy Elizabeth iránti érzelmeit megerősítse a lánynak. Elizabeth bevallja a férfinak, hogy saját érzései a korábban elmondottaknak teljes ellentétévé változtak, és elfogadja a házassági ajánlatot, amivel hatalmas meglepetést okoz családjának. A sorozat így kettős esküvővel végződik: Jane Bingley-vel, Elizabeth Darcyval köt házasságot a téli hónapok során.
|  | Itt a vége a cselekmény részletezésének! |

## Szereplők

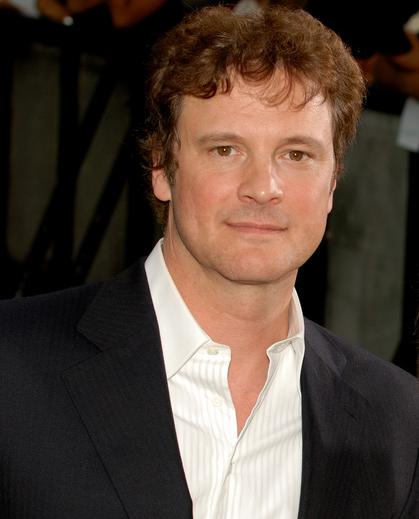
Colin Firth

A sorozat szereplőinek válogatásakor a producer, Sue Birtwistle és a rendező, Simon Langton olyan humoros, jóképű és karizmatikus színészeket keresett, akik képesek eljátszani az 1800-as évek nemeseit. A főszereplő 20 éves Elizabeth Bennet és 26 éves Mr. Darcy megszemélyesítőinek kiválasztása meghatározta a további színészek válogatását. Több száz 15 és 28 év közötti színésznőt hallgattak meg, akik képernyőn való megjelenését, a kor jelmezeiben való előadásmódját is tesztelték a stúdióban. Több színész is azonnali ajánlatot kapott.
A brit-amerikai színésznő, Jennifer Ehle nagyjából fél tucat komoly vetélytárs közül kapta meg Elizabeth szerepét, aki a Bennet-család második legidősebb és egyben legokosabb lánya, valamint édesapja kedvence. A húszas éveinek közepén járó színésznő 12 évesen olvasta először a Büszkeség és balítélet című regényt. Sue Birtwistle különösen ragaszkodott az akkor még alig ismert, harmincas éveiben járó brit Colin Firth-höz, akit a gazdag és tartózkodó Mr. Darcy szerepére kért fel. Birtwistle korábban már dolgozott Firth-szel egy '80-as évek közepén készült komédiában (Dutch Girls), de a férfi többször is visszautasította a producer ajánlatát, mert egyrészt sosem vonzódott igazán Jane Austen feminista nézőpontjához, másrészt nem gondolta, hogy ő lenne a megfelelő színész erre a szerepre. Birtwistle kitartása, illetve az, hogy kicsit mélyebben is megismerkedett Darcy szerepével, meggyőzte végül, hogy elfogadja az ajánlatot. Colin Firth és Jennifer Ehle között romantikus kapcsolat alakult ki a forgatás során, ami csak a pár szétválása után jutott a média tudomására.
Benjamin Whitrow és a BAFTA-díjra jelölt Alison Steadman alakítja Mr. és Mrs. Bennet, vagyis Elizabeth előkelő, de pénzügyileg bizonytalan helyzetben lévő szüleinek szerepét. Steadman meghallgatások és próbafelvételek nélkül kapta meg a szerepet. Elizabeth négy testvérét, akik 15 és 22 év közöttiek, úgy válogatták be, hogy különbözően nézzenek ki. Susannah Harker kapta Elizabeth nővérének, a szép Jane-nek a szerepét, aki mindig csak a jót szereti meglátni mindenkiben. Susannah Harker édesanyja, Polly Adams szintén Jane Bennetet játszotta a Büszkeség és balítélet 1967-es BBC változatában. Lucy Briers, Polly Maberly és Julia Sawalha alakították Elizabeth húgait, vagyis az egyszerű Maryt, a jó természetű, de könnyelmű és érzékeny Kittyt, valamint a léha és önfejű Lydiát. A Pusszantlak, Drágám! című brit vígjátékból ismert Julia Sawalhának, aki tíz évvel idősebb az általa alakított Lydiánál, elegendő színészi tapasztalata volt már ahhoz, hogy próbafelvételek nélkül is megkapja a szerepet. Elizabeth anyai nagybátyja és nagynénje, a Gardiner-házaspár alakítói Joanna David és Tim Wylton. David Bamber játssza a behízelgően nyájas lelkész, Mr. Collins szerepét, aki Mr. Bennet egyik unokatestvére. Lucy Scottot pedig Elizabeth legjobb barátnőjének és Mr. Collins későbbi feleségének, Charlotte Lucasnak a szerepében láthatjuk.
A producerek találtak rá Crispin Bonham-Carterre, aki a jólelkű és gazdag Mr. Charles Bingleyt, Darcy tökéletes ellentétét és legjobb barátját alakította. Bonham-Carter ezzel élete első fontos televíziós szerepét kapta meg. Eredetileg Mr. George Wickham karakterére hallgatták meg –
Wickham a hadsereg jóképű hadnagya, aki sármja mögé rejti kicsapongó életét és mohóságát – ám végül Adrian Lukist választották helyette. A Négy esküvő és egy temetés című filmből ismert Anna Chancellor kapta Mr. Bingley egyik testvérének, Caroline Bingleynek a szerepét, aki Jane Austen unokahúga nyolc generációnyi távolságból. A másik nővért Lucy Robinson alakította. Darcy húgának, Georgianának szerepe nagy kihívásnak bizonyult a producerek számára, mert olyan fiatal színésznőt kerestek, akinek külseje ártatlanságot, büszkeséget és mégis félénkséget sugároz, finom stílusa van és zongorázni is tud. Több mint hetven színésznő meghallgatása után Simon Langton javasolta Joanna David (Mrs. Gardiner) színésznő lányát, Emilia Foxot erre a szerepre. A Darcy nénikéjét, Lady Catherine de Bourgh-öt alakító Barbara Leigh-Hunt szintén meghallgatás és próbafelvételek nélkül kapott ajánlatot.

## A forgatás
Jane Austen Büszkeség és balítélet című regényéből számos televíziós és mozifilm adaptáció készült, beleértve öt BBC-verziót 1938-ban, 1952-ben, 1958-ban, 1967-ben és 1980-ban. 1986 őszén Austen A klastrom titka című regényének filmelőzetesét látva Sue Birtwistle és Andrew Davies úgy döntöttek, elkészítik a Büszkeség és balítélet című televíziós sorozatot, a könyv akkoriban mindkettejük kedvencei közé tartozott. Birtwistle úgy gondolta, hogy egy új filmadaptáció jobban kihozná a drámai hatásokat, mint a korábbi televíziós adaptációk, melyek túl „alultápláltak” és „prózaiak” voltak. A televízióra alkalmazás miatt Davies arra kényszerült, hogy az eredetileg tervezett öt epizód helyett hat részben készüljön el a sorozat. 1986 végén Birtwistle és Davies megmutatta az első három forgatókönyvet az ITV-nek, a biztos BBC-s nézőközönségre építve, de az előző adaptáció közelsége miatt a produkciót félretették. Amikor az ITV 1993-ban bejelentette megújult érdeklődését a sorozat iránt, Michael Wearing BBC-s producer befejeztette a hátralévő forgatókönyveket és az amerikai A&E Networkkel közösen zöld utat adott a műsornak. A rendező, Simon Langton és a művészeti csapat 1994. január–februárban ült össze az előkészítő munkálatokra.
Bár Birtwistle és Davies hűek akartak maradni a regény hangvételéhez és szelleméhez, mégis „egy frissebb, életszerűbb történetet” akartak létrehozni „valódi emberekkel”, és nem egy „régi, stúdióhoz kötött BBC-drámát, amit a vasárnapi tea idején sugároznak”. A szex és pénz kihangsúlyozása – mint a történet központi témája – miatt Davies szándékosan Elizbethet és Darcyt együttesen helyezte a középpontba Elizabeth helyett. Hogy a karaktereket valós emberi lényekként mutassa be, Davies rövid háttérjelenetekkel bővítette a produkciót, mint például a Bennet-lányok öltözködései, ahogy a „házasulandók piacán” igyekeztek előtérbe kerülni. Az eredeti regényben ugyancsak nem szerepeltek a férfiak szabadidős jelenetei sem, ezekkel is igyekeztek eltérni Jane Austen nőkre fókuszálásától. A legnagyobb technikai nehézséget a történet második felében feltűnő hosszú levelek átültetése okozta. Davies ezekre felváltva használt olyan eszközöket, mint a hangalámondás, a visszatekintések, illetve a szereplők felolvastatták vagy egymásnak olvasták fel ezeket. Davies hozzáadott párbeszédekkel segített, hogy az események érthetőek legyenek a modern közönség számára, viszont eközben a regény eredeti dialógusait érintetlenül hagyta meg.

### A felvételek

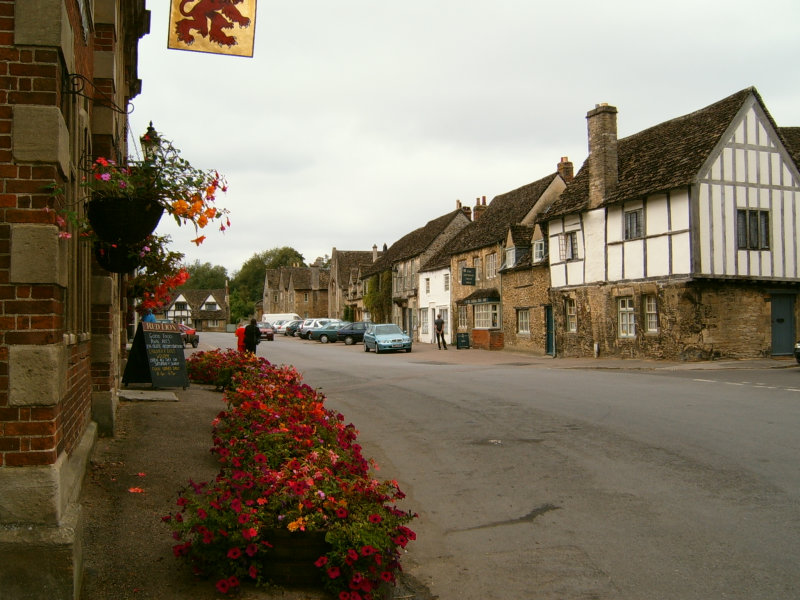
Lacock

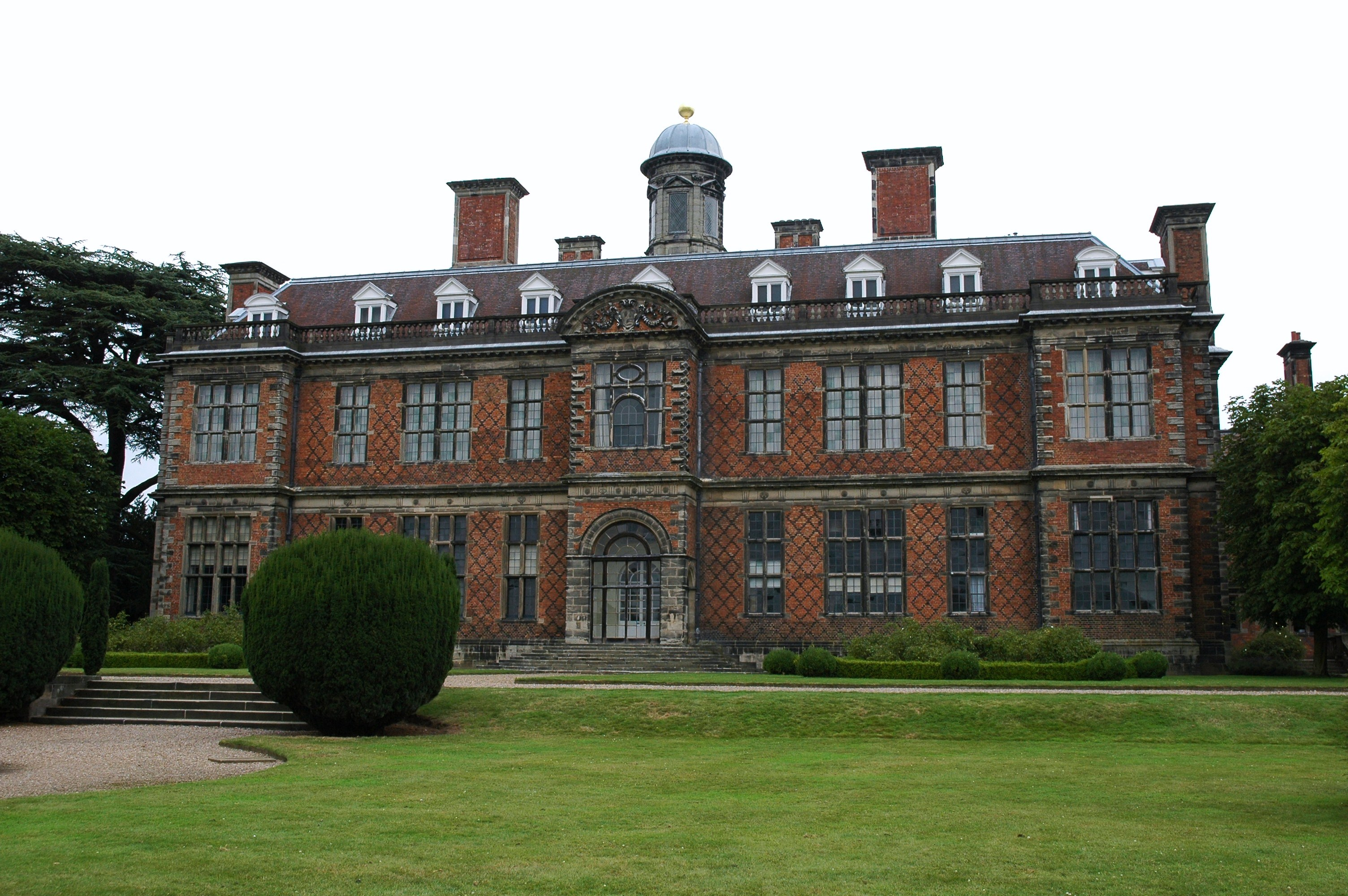
Sudbury Hall

Az epizódonként rendelkezésre álló, nagyjából egymillió font (összesen 9,6 millió dollár) heti húsz felvételt jelentett. A készítők célja a napi tíz és fél órás (plusz az öltözés, smink ideje) forgatás volt. Két héttel a forgatás megkezdése előtt a stábból úgy hetven ember ült össze a forgatókönyv átolvasására, amit próbák követtek, majd táncórák, lovaglásoktatás, vívás, és egyéb olyan gyakorlatok, melyek a sorozat elkészítéséhez nélkülözhetetlenek voltak. A felvételek 1994 júniusától 1994 novemberéig tartottak, hogy a történetben zajló évszakváltásokat követhesse a forgatás, majd 1995. május közepéig az utómunkálatok folytak. Az egy helyszínen játszódó jeleneteket egy időben vették fel.
A felvételek huszonnégy helyszínen, valamint nyolc stúdióban folytak. A külső helyszínek többsége a történelmi jelentőségű és természeti értékű helyek megőrzéséért felelős hivatal, a National Trust for Places of Historic Interest or Natural Beauty tulajdona. A karakterek közötti vagyoni különbségeket hűen tükrözte a Bennet-család kényelmes longbourni családi háza és Darcy pemberley-i kastélya közötti különbség; utóbbinak a „legszebb helynek” kellett tűnnie a világon, valamint a jó ízlést és az arisztokrácia történelmét kellett híven tükröznie. Az első helyszín, amiben a producerek megegyeztek, Lacock volt (Wiltshire), mely Merytont jelenítette meg. A közeli Luckington Court szolgált Longbourn helyszínéül. A Cheshire-beli Lyme Hallt választották Pemberly jeleneteihez, azonban tervezési problémák miatt Sudbury Hall (Sudbury, Derbyshire) lett Darcy birtokának végső helyszíne.
A producerek Granthamben (Lincolnshire) találtak rá a Belton-házra, amely a leginkább megfelelt Lady Catherine de Bourgh kastélyának. A helyszínnek tükröznie kellett kitalált úrnőjének ellenszenvességét. Mr. Collins otthona, a Hunsford plébánia Leicestershire-ben található egy Teigh nevű kis faluban. Netherfield külső és belső felvételeinek helyszínéül az Edgcote Hall szolgált Banburyben (Oxfordshire), míg a netherfieldi bálterem jeleneteit Welwyn Garden Cityben (Hertfordshire) vették fel. A londoni utcák és a fogadó felvételei a Lord Leycester kórházban készültek Warwickban. Az épület, ahol Wickham és Georgiana a szökésüket tervezték, egy angliai tengerparti üdülőhelyen, Weston-super-Mare-ban található Somersetben.

### Jelmez és smink
Mivel a Büszkeség és balítélet egy bizonyos korszakban játszódik, a kivitelezéshez mélyebb kutatásokra volt szükség, mint a kortárs filmek esetében. A karakterek személyiségét és gazdagságát kifejezték a ruháik, például a dúsgazdag Bingley-nővérek sosem mutatkoztak mintás ruhában, és hajukban mindig nagy tollakat viseltek. Mivel a BBC 1800-as évekbeli ruhatára korlátozott volt, Dinah Collin ruhatervező maga készítette el a jelmezek nagy részét. Ehhez segítségül múzeumokat látogatott, hogy ihletet szerezzen a tervekhez, miközben a modern közönség számára is vonzó ruhákat kellett terveznie. Elizabeth ruhái a föld színének tónusait hordozták, és úgy készültek, hogy lehetővé tegyék azokat a könnyű és természetes mozdulatokat, melyek a szereplő élénkségét tükrözték. Ezzel ellentétben a többi Bennet-lány ruháihoz Collin halvány és krémszínű árnyalatokat választott, hogy ártatlanságukat, egyszerűségüket mutassa, míg a Bingley-nővérek és Lady Catherine ruhái jóval gazdagabb színekben pompáztak. Colin Firth maga is részt vett a ruhatárával kapcsolatos döntésekben, és a sötét színeket választotta magának, hogy Bingleynek maradjanak a meleg színek.
A producerek Darcy karakterét sötétnek képzelték el, annak ellenére, hogy a regényben erre nem található utalás, így megkérték Firth-öt, hogy fesse be világosbarna haját, szemöldökét és szempilláit feketére. Emellett utasítottak minden férfi színészt, hogy a forgatás megkezdéséig hagyják megnőni hajukat, illetve hogy bajuszukat vágják le. Jennifer Ehle színésznő rövid, szőke hajának elfedéséhez háromféle barna paróka készült, és Alison Steadman (Mrs. Bennet) is parókát viselt sűrű, nehéz haja felett. Susannah Harker (Jane) haját kissé kivilágosították, kontrasztként Elizabeth hajával szemben, és karakterének szépségét kifejezendő klasszikus görög stílusban fonták, fogták össze. Mary jellegtelenségét úgy érték el, hogy pattanásokat sminkeltek Lucy Briers arcára. Haját zsírral kenték be, hogy az ápolatlanságot, az igénytelenséget ábrázolják, és úgy fogták fel, hogy a színésznő kissé elálló füleit kihangsúlyozza. Mivel Kitty és Lydia túl fiatalok és vadak voltak ahhoz, hogy hajukat a szolgálólányok készítsék el, az őket alakító színésznők haján nem változtattak. A sminkért felelős Caroline Noble Mr. Collinst (David Bamber) úgy képzelte el, mint aki folyton izzad, izzadságcseppekkel az ajka felett. Bamber haját is bezsírozták és alacsonyra fésülték választékát, hogy kopaszodást sugalljon, bár a színésznek valójában nem voltak ilyen gondjai.

### Zene és koreográfia

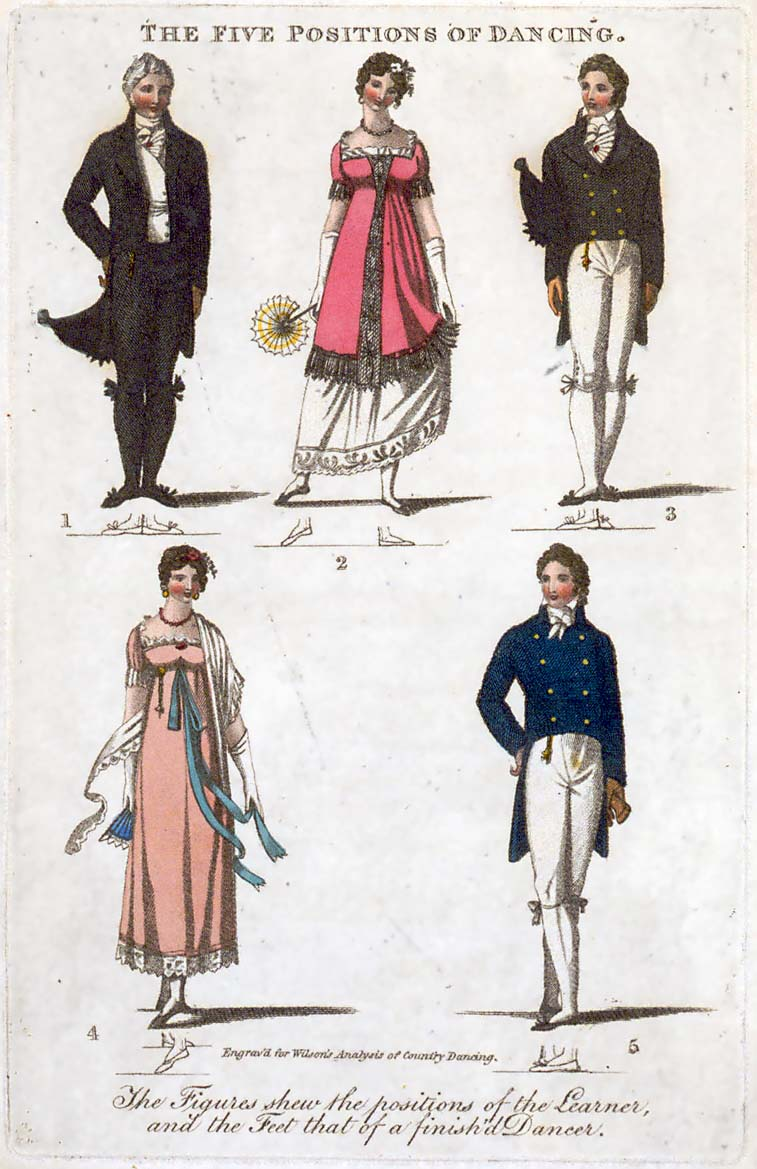
A kortárs tánc öt pozíciója

Carl Davis zeneszerző több BBC által készített klasszikus regény-adaptációhoz írt már zenét az 1970-es évek közepe óta, és az előkészítő munkák során kereste fel Sue Birtwistle-t. Célja az volt, hogy zenéjével kommunikálja a regényben fellelhető humor, életerő, illetve a házasság és szerelem témáját, ezért a kortárs klasszikus zenét használta inspirációként, főként egy akkoriban népszerű Beethoven darabot. Hogy tökéletes hangzást alakítson ki, a zenét egy 18 zenészből álló csoporttal vették fel hat óra alatt, a sorozatban megjelenő zenészek pedig apró fülhallgatókon át hallották a zenét és annak megfelelően mímelték a játékot. A színésznők, akik a felvételek során zongorán játszottak, a forgatást megelőzően hetekig gyakoroltak, bár Lucy Briers (Mary) és Emilia Fox (Georgiana) egyébként is remekül zongoráztak. A hat epizód során hallhatjuk Händel Air con Variazioni című művét, és a Xerxész című operából a Slumber, Dear Maid című részletet; Mozart Rondo Alla Turca, Voi Che Sapetecímű darabjait, valamint a Figaro házassága és a Don Giovanni című művei részleteit; Beethoven egyik szonátájából az Andante Favorit, Muzio Clementi 4. szonátájának egy részét, illetve a The Barley Mow című népdalt. A sorozat filmzenéje 1995-ben jelent meg CD-n.
Mivel a tánc lényeges eleme volt a közösségi életnek és az udvarlásnak Austen idejében, a regény több kulcsjelenete is táncok közben, bálokon zajlott. Jane Gibson koreográfus egy 1966-os könyv, W. S. Porter The Apted Book of Country Dances című műve alapján alkotta meg a sorozat táncjeleneteit, melyben több késő 18. századi tánc is megtalálható, mint például a The Shrewsbury Lasses, A Trip to Highgate és a Mr. Beveridge's Maggot. Nagyjából tizenöt táncot koreografáltak és próbáltak el a felvételek megkezdése előtt. Polly Maberly és Julia Sawalha, akik a táncőrült Kittyt és Lydiát alakították, három napot kaptak a táncok betanulására. Szintén három nap volt előírva a netherfieldi bál jeleneteinek forgatására, melyben sokkal inkább a finomság és elegancia volt előtérben, ellentétben a merytoni tánceseménnyel, amelyben a társaság is igyekezett jól érezni magát. A zenészekhez hasonlóan a táncosok is fülhallgatókat kaptak a tánc zenéjével, hogy a párbeszédek felvétele ne zavarja őket. Elizabeth és Darcy netherfieldi táncáról rengeteg olyan felvétel készült, melyeket később használhatatlannak minősítettek, mert hajszál szorult a kamera lencséi elé, és a szerkesztők kénytelenek voltak egy Steadicam felvételeit használni a közeli képekhez.

## Fogadtatás

### Televíziós sugárzás
1995. szeptember 24-től kezdődően hat vasárnap estén át 10–11 millió ember látta a BBC1-es csatornán a hat epizódot. A sorozatot a BBC2 később megismételte. Az utolsó epizódnak Nagy-Britanniában kb. 40% piaci részesedése volt, és addigra már nyolc külföldi ország vette meg a sorozat jogait. Az A&E Network műsorán kb. 3,7 millió amerikai látta az első sugárzást, ami 1996. január 14-től három egymást követő estén kettesével került a nézőközönség elé.

### Kereskedelmi forgalmazás
Az Egyesült Királyságban az utolsó epizód műsorra tűzését követő héten került forgalomba a sorozat videókazettája. Az első 12 000 példány két óra alatt elkelt, 70 000 példányt adtak el az első héten, az eladás egy éven belül 200 000-re nőtt. A BBC egy szóvivője a kezdeti eladási eredményeket „hatalmas jelenségnek” titulálta, mivel „sosem tapasztalt dolog volt egy videókazetta esetében még csak fele ilyen eredmény sem, különösen mivel a nézők akár fel is vehetik maguknak az epizódokat”. A filmzene CD-je szintén népszerű volt és a sorozat készítéséről szóló hivatalos könyvből napok 20 000 példány kelt el. Négyszer került újra forgalomba a sorozat DVD-je. Először 2000-ben adták ki újra, ezután egy digitálisan felújított Tizedik évi évfordulós kiadás következett 2005. szeptemberben, majd egy újabb a Klasszikus Dráma DVD-sorozatban 2007 áprilisában, végül a HD-verzió Blu-ray lemezen 2008. októberben. A HD verziót televízióban nem sugározták. A korábbi DVD formátumban újra forgalomba hozták 2009 márciusában, a Blu-ray verziót pedig 2009 áprilisában.

### Kritikák
A Büszkeség és balítélet 1995-ös adaptációjának kritikusi visszhangja elsöprően pozitív volt. Gerard Gilbert a The Independent című laptól a következő szavakkal ajánlotta az első epizódot a brit premier előtti napon: a televíziós adaptáció „talán olyan jó, amennyire egy irodalmi klasszikus adaptációja csak lehet. A szereplők különösképp megérdemlik a jelöléseket a BAFTA-díjátadó, Firth a legcsekélyebb mértékben sem gyenge és Jennifer Ehle maga a szellemes intelligencia Elizabeth szerepében.” Benjamin Whitrowról azt mondta, ő „egy igazi jelenet-kisajátító Mr. Bennet alakításával”, de bizonytalan volt az Alison Steadman által játszott Mrs. Bennettel kapcsolatban. Az első epizód műsorra kerülése után ugyanettől a laptól Jim White is dicsérte az írót, Andrew Daviest, amiért „akkora iramot és energiát ültetett a filmbe, ami végül olyan vizuális látnivalóról gondoskodott, mely a könyv szellemességének is igazságot szolgáltatott. Mivel mindenki felvette a legmegfelelőbb iramot [...], úgy tűnik, az emberek olyasmit tettek az austen-i időkben, amire sosem gondolnánk: jól érezték magukat.”
Az amerikai bemutató előtt néhány nappal Howard Rosenberg, a Los Angeles Times munkatársa úgy nyilatkozott, hogy az adaptáció „határozottan kellemes”, az Austen regényétől való esetleges eltérések ellenére is. Fő humorforrásának Elizabeth szüleit és Mr. Collinst jelölte meg . John O'Connor a The New York Timestól úgy dicsérte a sorozatot, mint „nagyszerű adaptáció, rendkívül hű a története, és érzékenyen árnyalt a szöveg”. Megjegyezte Jennifer Ehle képességét, mellyel Elizabethet „feltűnően intelligens és határozott” nőnek tudta ábrázolni, „anélkül, hogy erőszakos lenne”, Firth-ről pedig azt mondta, „briliánsan elkapta Mr. Darcy sznob büszkeségét, ahogyan intenzív tekintetével kifejezésre juttatja: akarata ellenére szerelembe esett”. O'Connor elismerően szólt Barbara Leigh alakításáról (Lady Catherine), mint „csodálatosan zsarnoki boszorkányról” és David Bamberrel (Mr. Collins) közös jeleneteit „mulatságosnak” jellemezte. Az Ekultura.hu cikkírója dicséri a díszlettervezőt, aki „megálmodott egy tökéletes XVIII. századi települést”, valamint a készítőket a forgatás helyszíneinek kiválasztásért. Összességében azt írja, „ritkaságszámba megy az ilyen tökéletes filmadaptáció”. Az Est.hu is hasonlóan pozitívan nyilatkozik, a kritika szerint „miközben a rangbeli különbségeket és a büszkeség cselvetéseit legyőző romantikus szerelem prototipikus ábrázolását hozták létre, sikeresen őrizték meg Austen ironikus humorát is”.
Mindezen pozitívumok mellett O'Connor megjegyezte, hogy az amerikai közönség számára talán túl lassúak lesznek a brit produkcióban látható „ábrándos séták a mezőkön át” és a „túldíszítettre koreografált táncok”. Az egyik legnegatívabb vélemény a People magazin oldalain úgy vélte, az adaptáció „sokkalta alaposabb, mint szükséges lett volna” és „nem a legjobb Austen-mű a zsúfolt piacon”. Bár a lap kritikusa Firthöt „nagyszerűnek” tartotta, bírálta Jennifer Ehle beválogatását ovális arca miatt, mert „úgy néz ki, mint Anaïs Nin (kubai-katalán-francia író) korabeli jelmezben, és ez nem túl szerencsés”. Az A&E Network csatorna hivatalos magazinja egy évvel később összefoglalta, hogy „a kritikusok dicsérték a pompás produkciót, a közönség csodálta, és a nők mindenhol elaléltak Darcytól. Olyannyira, hogy az újságok viccelődni is kezdtek a Darcy-lázzal.” A sorozat dicsérete az első sugárzást követően a későbbi években is folytatódott.

### Díjak és jelölések
A Büszkeség és balítélet 1996-ban jelölést kapott a BAFTA-díjra a Legjobb drámasorozat, a Legjobb jelmez és a Legjobb smink/haj kategóriákban. Jennifer Ehle meg is kapta a díjat a Legjobb színésznő kategóriában. Colin Firth és Benjamin Whitrow nem válthatta jelölését díjra Legjobb színészként, Nigel Hawthorne kapta ezt A törékeny szív című tv-filmben nyújtott alakításáért. Colin Firth megszerezte az 1996. évi Broadcasting Press Guild-díjat a Legjobb színész kategóriában kiegészítve ezzel a Legjobb drámasorozat kategóriában szerzett díjat.
Az Egyesült Államokban a sorozat érdemeit Emmy-díjjal is jutalmazták 1996-ban Kiemelkedő jelmeztervezés minisorozatban vagy különkiadásban kategóriában, és jelöléseket kapott mint Kiemelkedő minisorozat, mind a koreográfiáért, mind pedig az írói munkáért. A sorozat sok más díjat és jelölést mondhatott még magáénak, többek között a Peabody Awardot, a Television Critics Association Awardot, valamint a Golden Satellite Awardot, melyeket 1996-ban nyert el.

## Hatása
Mint a BBC és az A&E valaha volt legnépszerűbb műsora, a Büszkeség és balítélet „egy kulturális jelenség volt, ami újságcikkek százainak lett témája, és a regényt is nagy kedvenccé tette”. Olyan '95-ös és '96-os filmek mellett, mint a Meggyőző érvek, Értelem és érzelem és az Emma, a sorozat része lett a Jane Austen-eufóriának, az Észak-Amerikai Jane Austen Társaság tagjainak számát 50%-kal növelte meg 1996-ban, 4000 fölé emelkedett a tagok száma 1997-ben. Néhány olyan folyóirat, mint a The Wall Street Journal is egy sikeres, profitorientált lépésként értékelte ezt az „Austen-mániát” a televízió- és filmipar részéről, amíg mások ezt az írónő kitartó népszerűségének és konzervatív világa vonzerejének tulajdonították.
Miközben Jennifer Ehle elutasította, hogy hasznot húzzon a sorozat sikeréből, és csatlakozott a Royal Shakespeare Company nevű brit színtárusulathoz Stratford-upon-Avonban, Mr. Darcy szerepe a sztárok közé emelte Colin Firth-öt. Bár Firth nem bánta, hogy „romantikus bálványként” ismerik „Darcy izzó vonzerejével”, egy olyan szerepben, ami „hivatalosan is szívtipróvá tette”, de kifejezte azon óhaját, hogy ne kapcsolják örökre össze a Büszkeség és balítélettel, és nem is szívesen vállalt el hasonló szerepeket ezután. Változatos szerepei voltak a következő évek során olyan produkciókban, mint Az angol beteg (1996), a Szerelmes Shakespeare (1998), a Bridget Jones naplója (2001), a Leány gyöngy fülbevalóval (2003), az Igazából szerelem (2003), és a Bridget Jones: Mindjárt megőrülök! (2004).
A Büszkeség és balítélet évekkel az első sugárzása után is elismert maradt. A British Film Institute 2000 főből álló szakértői 100-ból a 99. helyezésre értékelték a sorozatot a 20. század legnagyobb brit televíziós műsorainak listáján. A BFI úgy jellemezte a sorozatot, hogy „sikeresen ötvözte a regény iránti hűséget azzal az újdonsággal, ami generációkon át is vonzóvá tette”. A Radio Times 2003-ban összeállított, A valaha készült 40 legjobb televíziós műsor című listájában is helyet kapott a sorozat. 2007-ben a UK Film Council úgy nyilatkozott, hogy a Büszkeség és balítélet egyike azon televíziós drámáknak, melyek egyfajta „virtuális ismertetők” a brit történelemről és kultúráról. A Pemberley külső felvételeinek helyszíneként szolgáló Lyme Hall (Cheshire) látogatóinak száma megháromszorozódott a sorozat műsorra kerülését követően és még azóta is népszerű úticél. Az Entertainment Weekly című lap is minden idők 20 legjobb minisorozata közé sorolta a produkciót.

### Tóparti jelenet

Colin Firth a tóparti jelenetben

A sorozattal kapcsolatban gyakran szóba kerül a negyedik rész egy jelenete, amikor úszás után Darcy teljesen felöltözve, csuromvizesen kibukkan egy tóból, és véletlenül összetalálkozik Elizabethtel. Míg a legtöbb kritikus ennek a jelenetnek a varázsát Firth szexuális vonzerejének tulajdonította, és vice versa, Andrew Davies úgy vélte, a jelenet akaratán kívül „újraöltöztette, nem pedig levetkőztette Austent”. Amikor Davies először megírta ezt a jelenetet (Austen regényében nem volt benne), nem állt szándékában kihangsúlyozni az Elizabeth és Darcy közötti szexuális vonzalmat, mégis olyan jelenetet alkotott, mely „egy szórakoztató pillanat volt, melyben Darcy megpróbálja méltóságát megőrizni, miközben hiányosan öltözött és csöpög a víztől.” A BBC ellenezte Davies azon szándékát, hogy Darcy meztelen legyen, de a producerek elvetették a felajánlott alternatívát az alsónadrág viselésről, amely nem lett volna korhű, és esetlenül is festett volna. Mivel – Davies szerint – Firthnek szintén „volt némi ellenérzése azzal kapcsolatban, hogy ruháit levegye”, a jelenetet Firth alsóruháiban vették fel, ingben, térdnadrágban, csizmában. Egy dublőrt is megbíztak, aki csak ebben a rövid jelenetben tűnt fel, nehogy a színész úgynevezett Weil-betegséget kapjon el a vízben. A jelenetben látható rövid víz alatti képsort Nyugat-Londonban vették fel egy medencében, az Ealing Stúdióban.
A The Guardian szerint a tóparti jelenet „a brit televíziós történelem egyik legfeledhetetlenebb pillanatai közé tartozott”. Ez a rész szerepelt a Channel 4 által 1999-ben összeállított Top 100 TV-pillanatok listáján is, a sokat vitatott Death on the Rock és az Öbölháború című filmek között. A The New York Times a jelenet örökkévalóságát Marlon Brando „Stella!”-kiáltásához hasonlította A vágy villamosa című filmből, és Firth későbbi szerepei utaltak is erre a jelenségre: a forgatókönyvíró és rendező Richard Curtis humoros jeleneteket írt az Igazából szerelem és a Bridget Jones: Mindjárt megőrülök! című filmekhez, melyekben Firth karaktere vízbe esik, valamint a 2007-ben készült St. Trinian's – Nem apácazárda című filmben is egy szökőkútból emelkedik ki víztől csöpögve, amikor egy régi szerelmével találkozik. Az ITV a 2008-ban készült produkciójában, a Lost in Austen című Büszkeség és balítélet-adaptációban versenyre kelt ennek a jelenettel az újrafeldolgozásban, az ő modern kori hősnőjük megkéri Darcyt, hogy játssza el neki ezt a szimbolikus pillanatot.
Cheryl L. Nixon a Jane Austen in Hollywood című könyvben azt sugallja, hogy Darcy úszása jelentette „érzelmeinek felismerését”, kifejezve „a természettel való romantikus kapcsolatát és hazaérkezésének ünneplését, ahol végre „levetkőzhet” és önmagát adhatja, kitisztítva fejéből a társadalmi előítéleteket, vagy... az Elizabeth iránti szerelmének újjászületését [is jelezheti]”. Linda Troost és Sayre Greenfield ugyanebben a könyvben úgy foglalja össze mindezt, hogy a jelenet „többet árul el nekünk a jelen évtized fizikai tökéletesség iránti megszállottságáról és a fölösleges meztelenség elfogadásáról, mint Austen Darcyjáról, de a képsor új nézetet adott a szövegnek.”

### Bridget Jones
Bridget Jones kitalált újságíró – a valóságban a The Independent című lap egyik szerzője, Helen Fielding –, aki lapjának „Bridget Jones naplója” című rovatában írta meg szerelmeinek történetét a sorozat eredeti angol sugárzásának idején, megemlítve a saját „egyszerű emberi igényét, hogy Darcy viszonyt kezdjen Elizabethtel” és a párt tartotta az ő „szexelés, vagy legalábbis udvarlás területén választott képviselőinek”. Fielding nagyjából átdolgozta a Büszkeség és balítélet történetét 1996-os írásaiban, Bridget feszült szerelmi kapcsolatának tárgyát „Mark Darcynak” nevezve és pontosan úgy írva le őt, mint amilyen Colin Firth. Miután Helen Fielding 1996-ban az Egy férfi, egy nő és egy focicsapat című film forgatásán találkozott Firthszel, Fielding megkérdezte őt, közreműködne-e egy interjúsorozatban Bridget Jonesszal az ő folytatásos novellájában Bridget Jones: Mindjárt megőrülök! címmel. Rómában felvéve az igazi interjút Firthszel, Fielding belemerült a Jones-történetbe és a vizes inges Darcy megszállottja lett. Firth részt vett az ezt követő szerkesztési folyamatokban, melyek a kritikusok szerint „a legviccesebb részei a napló folytatásainak”.
Mindkét regényben különböző utalások találhatóak a Büszkeség és balítélet BBC-s sorozatára.
A sorozat írója, Andrew Davies közreműködött a 2001-ben és 2004-ben készült Bridget Jones-filmek forgatókönyvében, melyekben Crispin Bonham-Carter (Mr. Bingley) és Lucy Robinson (Mrs. Hurst) is megjelent kisebb szerepekben. Az önkritikus vicces utalások a sorozat és Bridget Jones történetei között meggyőzték Colin Firthöt, hogy fogadja el Mark Darcy szerepét, és ez lehetőséget adott neki arra, hogy kigúnyolja és ezzel megszabadítsa magát a Büszkeség és balítéletben alakított karakterétől. James Berardinelli filmkritikus később azt állította, Firth „pontosan úgy játszotta ezt a szerepet (Mark Darcyt), ahogyan a korábbit, egyértelművé téve, hogy a két Darcy tulajdonképpen ugyanaz”. A producerek sosem találtak rá módot, hogy az elkészült Jones-Firth interjút beillesszék a második Bridget Jones-filmbe, de felvettek egy álinterjút Firthszel és Renée Zellwegerrel a forgatás során, mely a kiadott DVD-film extrái között megtalálható.

### Egyéb adaptációk
Az 1995-ös sorozatról majdnem egy évtizeden át úgy tartották, hogy „annyira jelentős, annyira csodált, hogy mértékadó filmes standardként maradt meg a közönség tudatában”. A Daily Mirror összehasonlította a hat jelentősebb Büszkeség és balítélet adaptációt 2005-ben, ahol az 1995-ös verzió és az akkor készült újabb adaptáció tízből kilenc pontot kapott („ami a legjobb adaptációt jelentheti”), maguk mögött hagyva a többit akár hat ponttal is. A 2005-ben készült film „nyilvánvalóan nem olyan merész és újító”, mint a '95-ös adaptáció, a film főszereplőinek, Keira Knightleynek és Matthew Macfadyennek fiatalsága azonban kedvezőbb volt a '95-ös sorozat szereplőivel szemben. Ahogy korábban állították, Jennifer Ehle „kissé túl nehézkes volt a szerepre”.
Az Észak-Amerikai Jane Austen Társaság elnöke egy más szempontból pozitív nyilatkozatában megjegyezte a 2005-ös film szereplőiről, hogy „vitathatóan tapasztalatlanabbak, mint Firth és Ehle”, és hogy „Knightley csinosabb, mint Lizzynek lennie kellene”. A Macfadyen által alakított Darcy kritikái – akinek a beválogatása amúgy is nehéznek bizonyult a karakter bálvány-státusza és „Colin Firth árnyéka” miatt
– a kellemes meglepetés okozta elismeréstől a nemtetszésig eléggé változatosak voltak. Több kritika nem is számolt be semmiféle jelentős hatásról Macfadyen Darcy-alakítása utáni években. Garth Pearce a Sunday Times munkatársa 2007-ben írta azt, hogy „Colin Firthre örökké úgy fogunk emlékezni, mint a tökéletes Mr. Darcyra”, míg Gene Seymour egy 2008-as Newday-cikkben azt állította, Firth-t „általánosan elismerték, mint a tökéletes Mr. Darcy-t”.

## Fordítás
Ez a szócikk részben vagy egészben  a   Pride and Prejudice (1995 TV serial) című angol Wikipédia-szócikk fordításán alapul.  Az eredeti cikk szerkesztőit annak laptörténete sorolja fel. Ez a jelzés csupán a megfogalmazás eredetét és a szerzői jogokat jelzi, nem szolgál a cikkben szereplő információk forrásmegjelöléseként.